# Berlin Nord-Süd-Tunnel
Berlin Nord-Süd-Tunnel är en 5,8 km lång pendeltågstunnel för Berlin S-bahn under Berlins centrala delar. Den blev byggd för att få en genomgående förbindelse i centrala staden mellan Anhalter Bahnhof i söder och Nordbahnhof i nord. Tunneln öppnades i etapper, varav en första del stod klar 1936. 1939 blev den sista biten av tunneln färdig och började användas i trafik.
Från 1961 och under Berlinmurens tid, stannade tågen endast på station Friedrichstraße, övriga stationer passerades och var så kallade spökstationer.
| Unknown BSicon "SBHF" |

| Unknown BSicon "ABZgr" |

| Unknown BSicon "SHST" |

| Unknown BSicon "tSTRa" |

| Unknown BSicon "tSBHF" |

| Unknown BSicon "tSHST" |

| Unknown BSicon "tTSHST" |

| Unknown BSicon "tSTR" |

| Unknown BSicon "tSHST" |

| Unknown BSicon "etABZg+r" |

| Unknown BSicon "tSBHF" |

| Unknown BSicon "etABZgr" |

| Unknown BSicon "etABZg+l" |

| Unknown BSicon "tSBHF" |

| Unknown BSicon "tBS2+l" | Unknown BSicon "tBS2+r" |

| Unknown BSicon "tKRZ" | Unknown BSicon "tKRZ" |

| Unknown BSicon "tSTRe" | Unknown BSicon "tSTRe" |

| Unknown BSicon "SHST" | Unknown BSicon "SHST" |

| Unknown BSicon "SHST" | Straight track |

| Straight track | Unknown BSicon "TSBHFu" |

| Unknown BSicon "TSBHFu" | Straight track |

| Unknown BSicon "SBHF" |

| Unknown BSicon "ABZgr" |

| Unknown BSicon "SHST" |

| Unknown BSicon "tSTRa" |

| Unknown BSicon "tSBHF" |

| Unknown BSicon "tSHST" |

| Unknown BSicon "tTSHST" |

| Unknown BSicon "tSTR" |

| Unknown BSicon "tSHST" |

| Unknown BSicon "etABZg+r" |

| Unknown BSicon "tSBHF" |

| Unknown BSicon "etABZgr" |

| Unknown BSicon "etABZg+l" |

| Unknown BSicon "tSBHF" |

| Unknown BSicon "tBS2+l" | Unknown BSicon "tBS2+r" |

| Unknown BSicon "tKRZ" | Unknown BSicon "tKRZ" |

| Unknown BSicon "tSTRe" | Unknown BSicon "tSTRe" |

| Unknown BSicon "SHST" | Unknown BSicon "SHST" |

| Unknown BSicon "SHST" | Straight track |

| Straight track | Unknown BSicon "TSBHFu" |

| Unknown BSicon "TSBHFu" | Straight track |

## Stationer

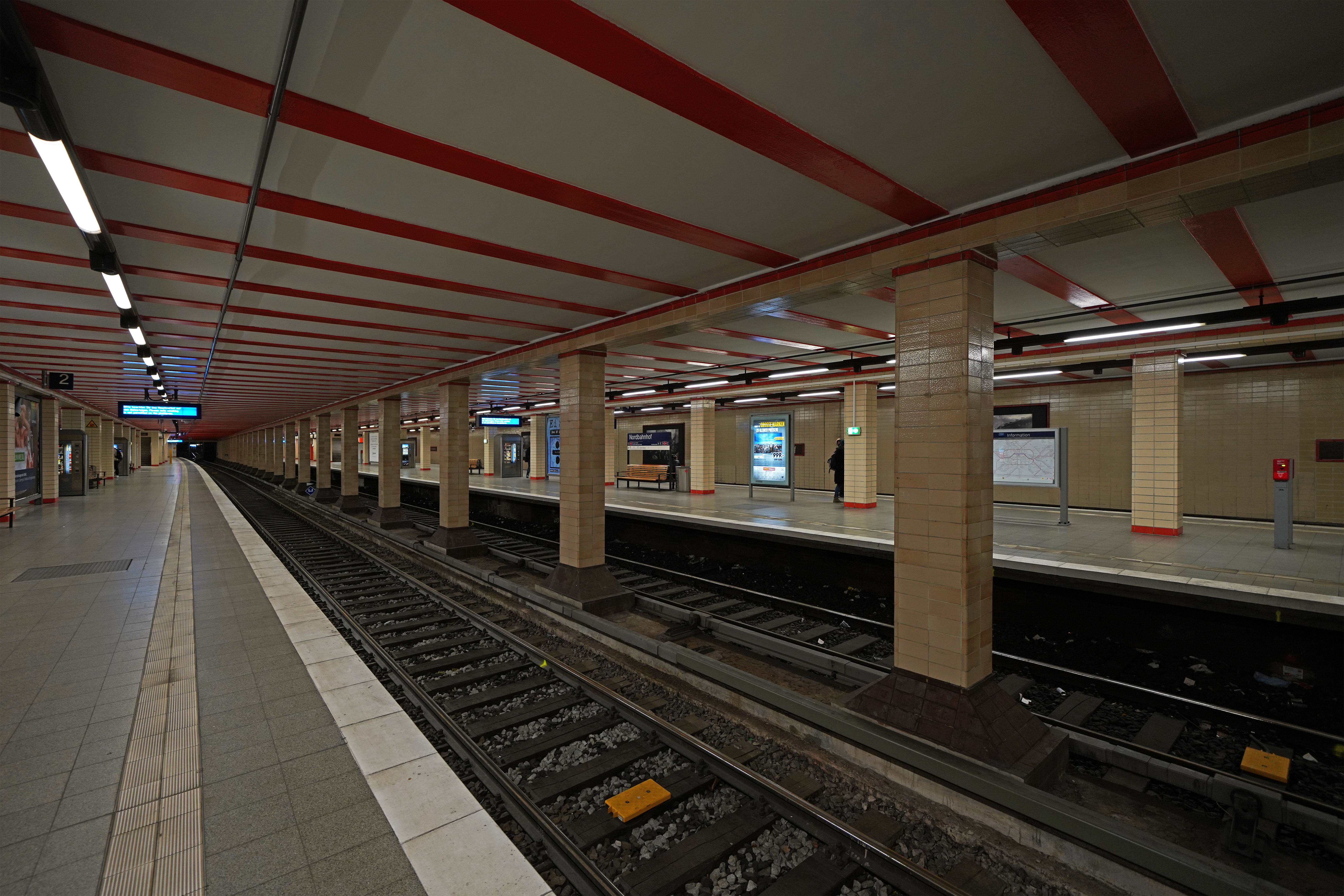
Nordbahnhof
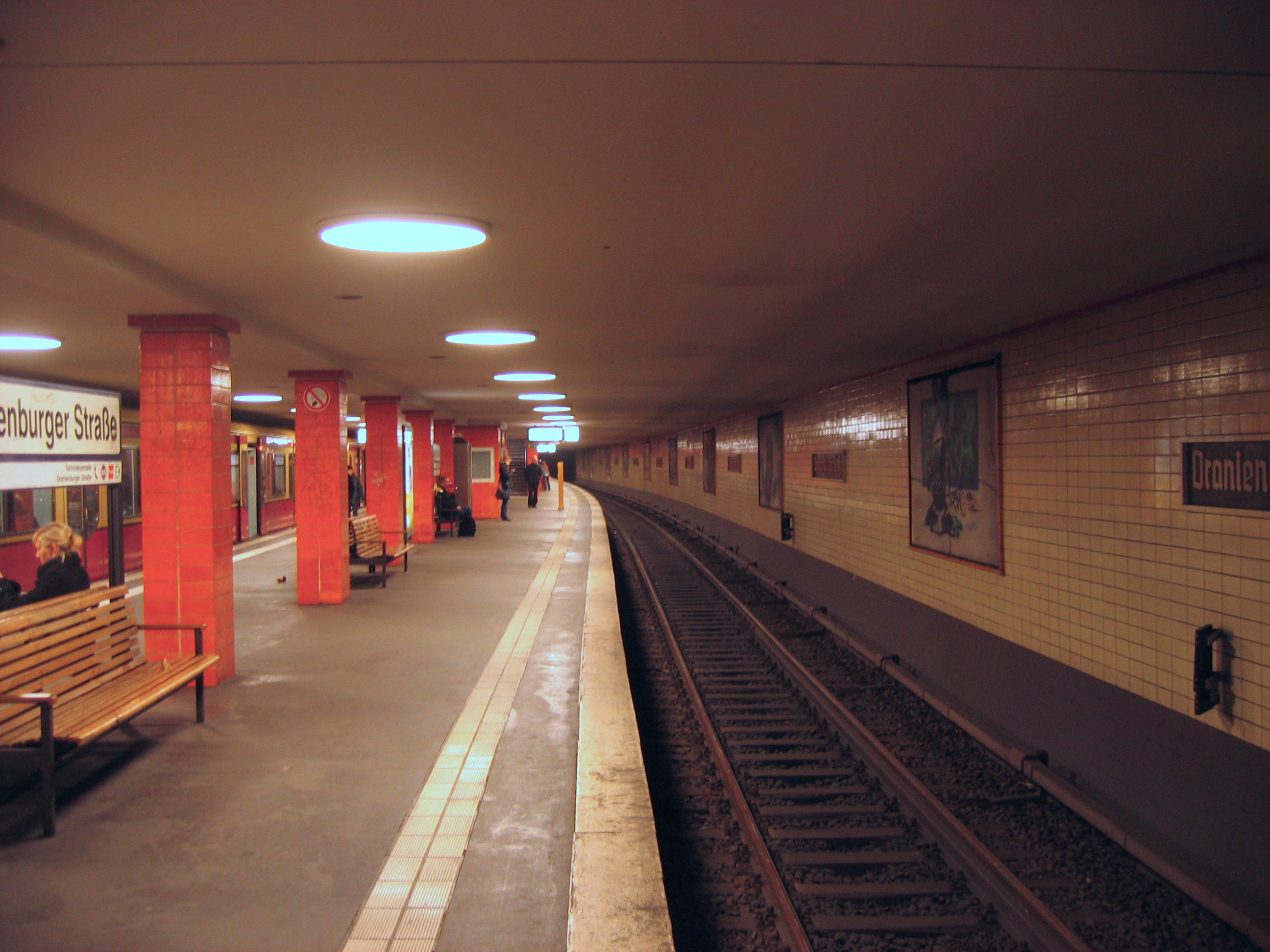
Oranienburger Straße
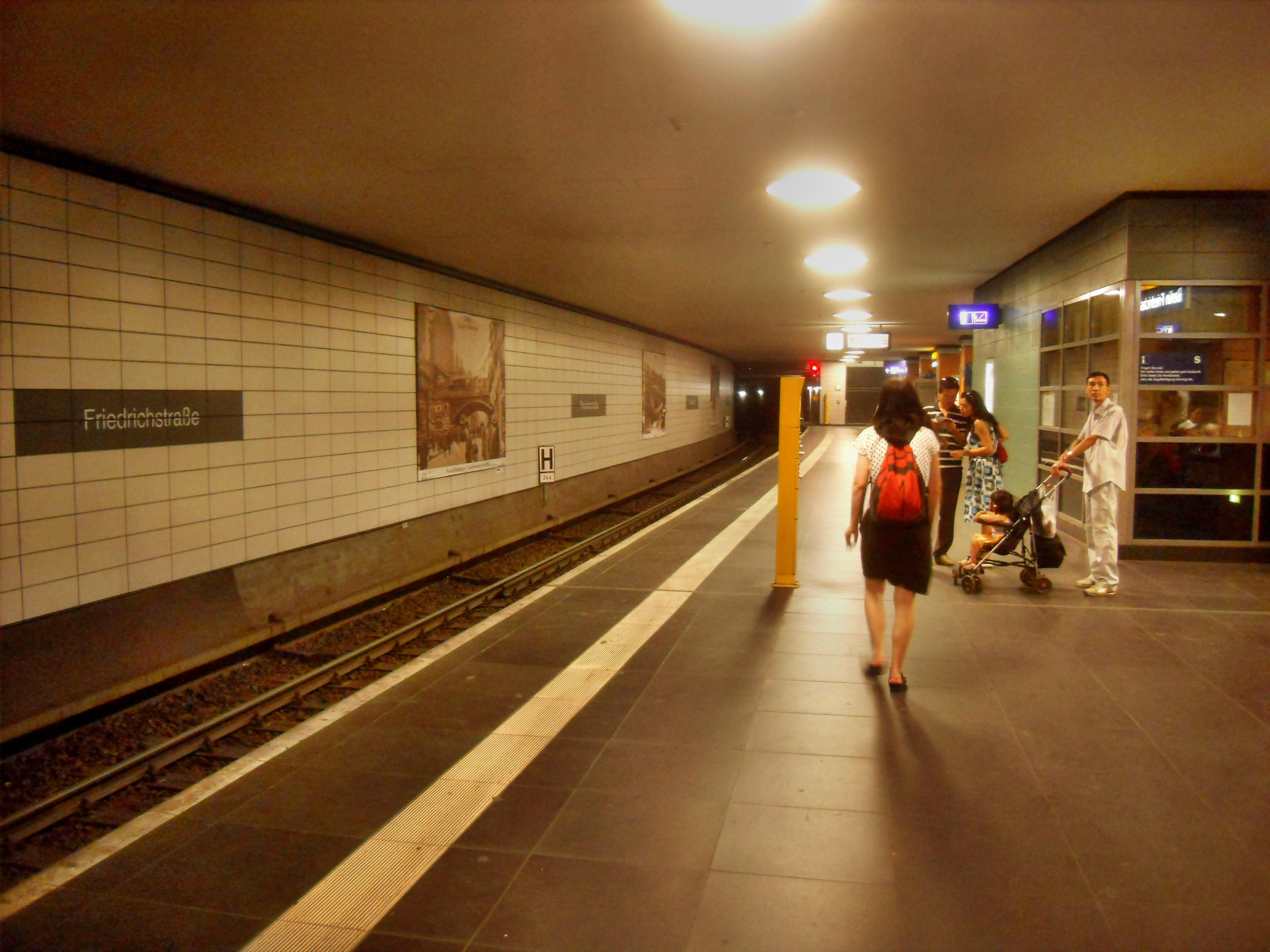
Friedrichstraße
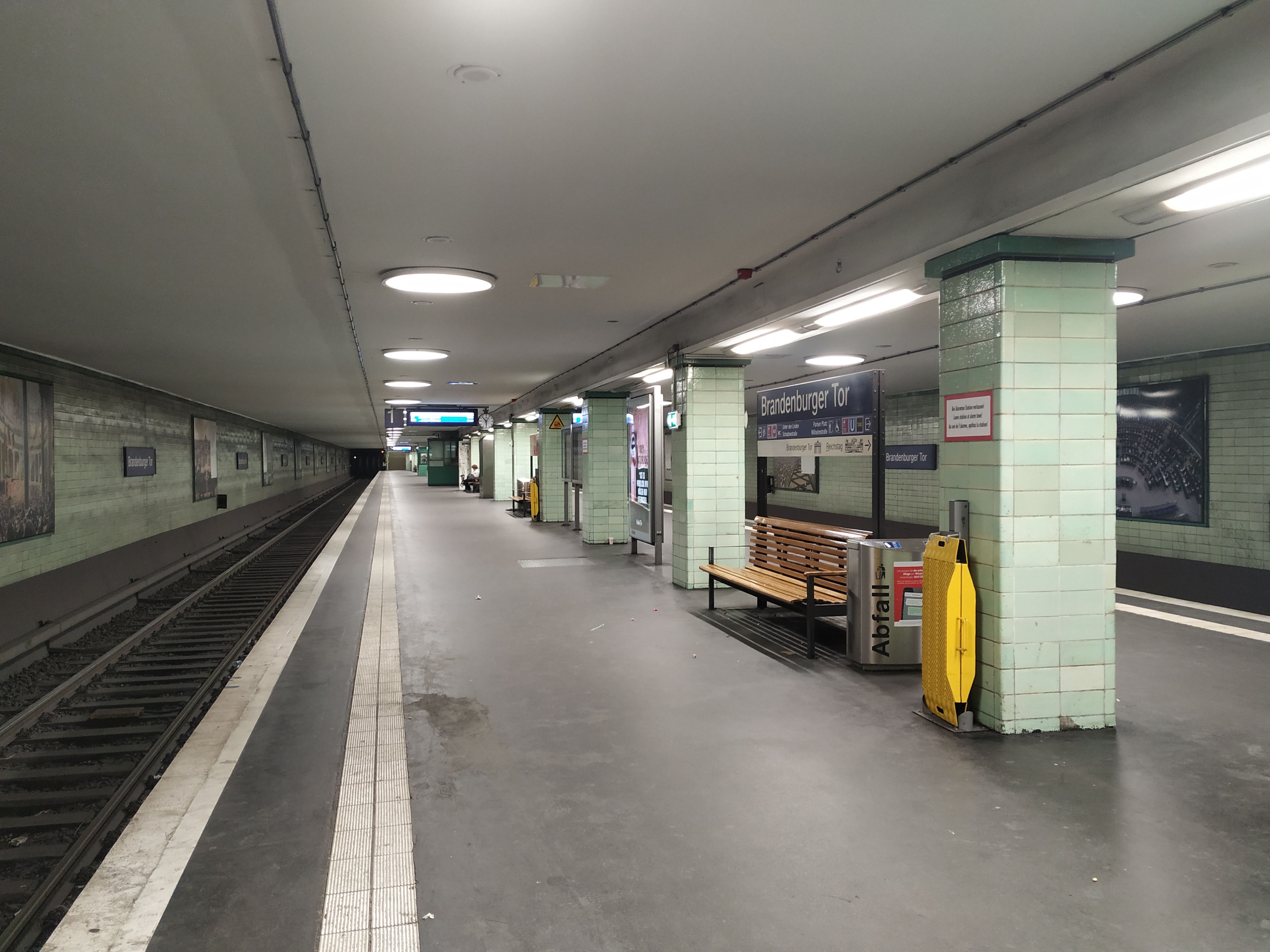
Brandenburger Tor
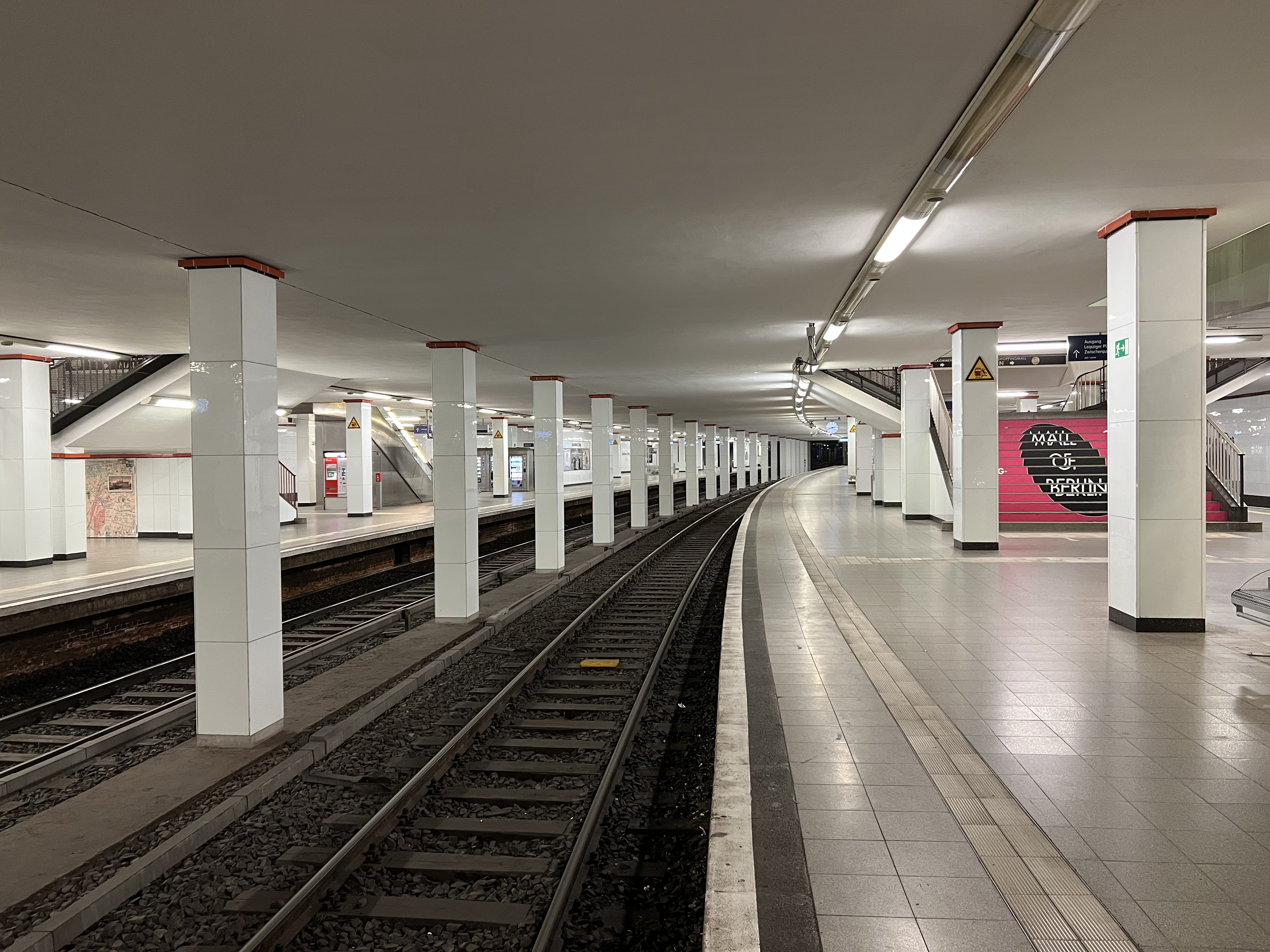
Potsdamer Platz
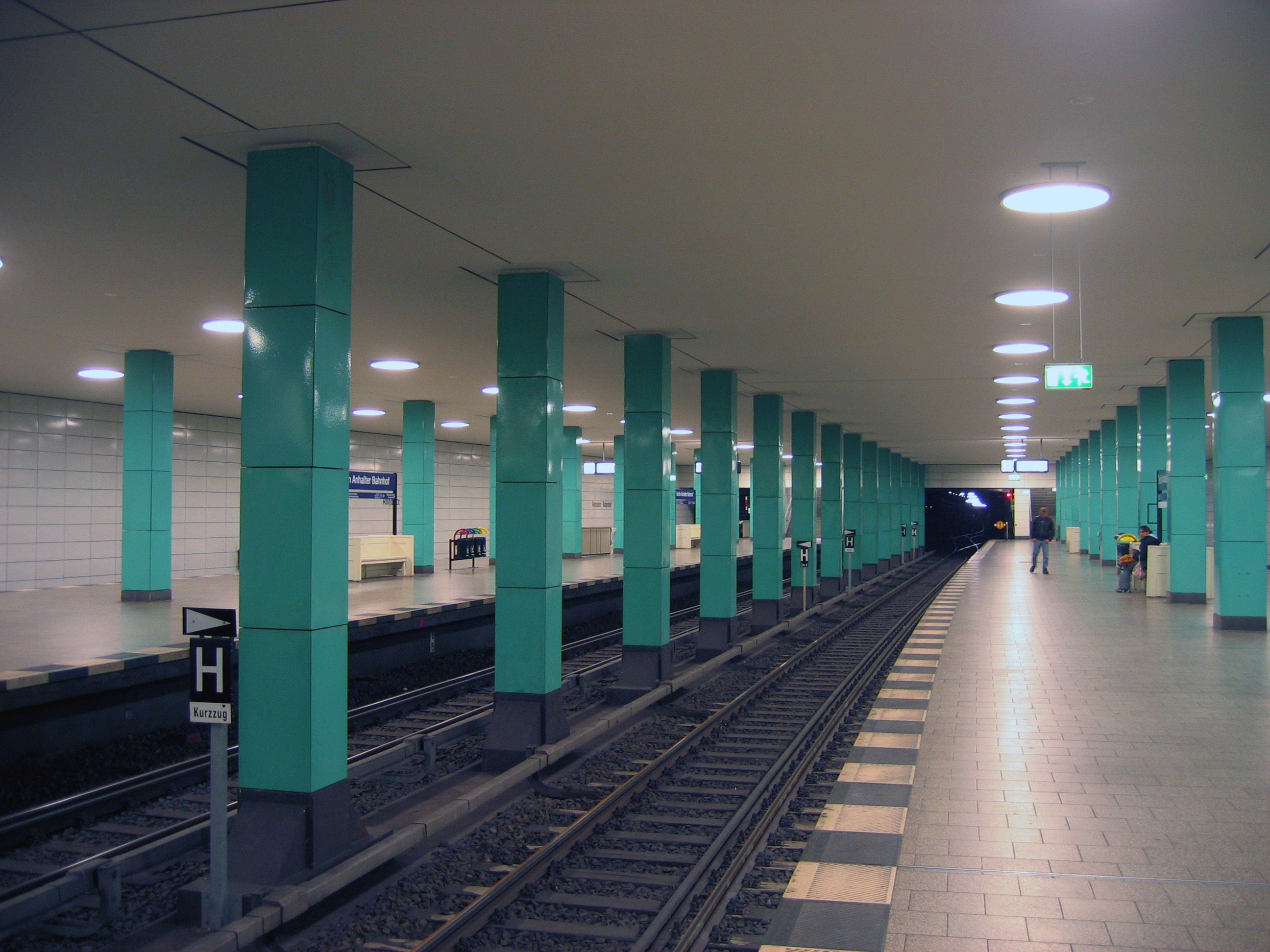
Anhalter Bahnhof

## Nordsüd-S-Bahns sträckning i centrala Berlin
Linje:  från Oranienburg

LInje:  från Bernau

Linje:  från Hennigsdorf

Linje:  från Waidmannslust
ansluter till:
- Gesundbrunnen 1872
- Humboldthain 1935

Nord-Süd-Tunneln börjar
- Nordbahnhof 1936
- Oranienburger Strasse 1936
- Friedrichstraße 1936
- Brandenburger Tor 1936
- Potsdamer Platz 1939
- Anhalter Bahnhof 1939

Nord-Süd-Tunnel slutar
- Yorckstrasse 1903/1939

Linje  fortsätter till:
- Julius-Leber-Brücke 2008
- Schöneberg 1933

Linje  fortsätter mot Wannsee
Linje    fortsätter till:
- Südkreuz 1901

Linje  fortsätter mot Blankenfelde,
Linje   fortsätter mot Teltow Stadt